# 2024년 지진
아래 목록은 2024년 발생한 지진의 목록이다. 이 목록에는 규모 6 이상이거나, 지진으로 인명 피해나 재산 피해가 일어났거나, 기타 신뢰 가능한 출처에서 유력하게 다룬 지진을 수록한다. 지진이 일어난 시각은 전부 협정 세계시로 표기한다.
2024년의 지진 활동은 21세기 다른 어느 때보다도 적었으며, 규모 M6 이상의 지진 발생 횟수는 단 99건으로 1982년 이후 최저치를 기록했다. 또한 3년 연속 규모 M8 이상의 지진은 발생하지 않았다. 한 해 동안 지진으로 584명이 사망하여 2024년은 2020년 이후 지진으로 발생한 사망자가 가장 적은 한 해로 기록되었다. 올 해 발생한 지 사망자 대부분은 1월 1일 새해에 발생한 일본의 규모 M7.5의 2024년 노토반도 지진으로 이 지진은 2011년 도호쿠 지방 태평양 해역 지진 이후 일본에서 발생한 가장 큰 규모의 지진이자 가장 사망자가 많은 지진으로 기록되었다. 이 밖에도 타이완, 인도네시아, 파푸아뉴기니, 중국, 미국, 바누아투에서도 주목할 만한 대지진이 발생했다.

## 연도별 지진 비교
| 규모    | 2014년 | 2015년 | 2016년 | 2017년 | 2018년 | 2019년 | 2020년 | 2021년 | 2022년 | 2023년 | 2024년 |
| ------- | ------ | ------ | ------ | ------ | ------ | ------ | ------ | ------ | ------ | ------ | ------ |
| 8.0–9.9 | 1      | 1      | 0      | 1      | 1      | 1      | 0      | 3      | 0      | 0      | 0      |
| 7.0–7.9 | 11     | 18     | 16     | 6      | 16     | 9      | 9      | 16     | 11     | 19     | 10     |
| 6.0–6.9 | 143    | 127    | 131    | 104    | 118    | 135    | 111    | 141    | 117    | 128    | 90     |
| 5.0–5.9 | 1,580  | 1,413  | 1,550  | 1,447  | 1,671  | 1,484  | 1,315  | 2,046  | 1,603  | 1,637  | 1,403  |
| 4.0–4.9 | 15,817 | 13,777 | 13,700 | 10,544 | 12,782 | 11,897 | 12,135 | 14,643 | 13,707 | 13,816 | 12,169 |
| 총 합   | 17,552 | 15,336 | 15,397 | 12,102 | 14,589 | 13,530 | 13,572 | 16,849 | 15,438 | 15,600 | 13,673 |

감지된 지진 횟수의 증가가 '실제 일어난' 지진 횟수가 증가한 것이라 말할 수는 없다. 인구 증가, 인간 거주 구역의 광역화, 지진 감지 기술의 발전 등으로 인해 유감지진, 즉 감지된 지진의 횟수는 실제 일어난 지진 횟수와는 상관없이 계속 늘어날 수 있다.

## 사망자수 순 지진
| 순위 | 사망자수 | 규모 | 진앙                   | MMI           | 진원 깊이 (km) | 날짜      | 지진                 |
| ---- | -------- | ---- | ---------------------- | ------------- | -------------- | --------- | -------------------- |
| 1    | 526      | 7.5  | 일본 이시카와현        | IX (Violent)  | 10.0           | 1월 1일   | 2024년 노토반도 지진 |
| 2    | 19       | 7.4  | 대만 화롄현 해역       | VIII (Severe) | 34.8           | 4월 2일   | 2024년 화롄 지진     |
| 3    | 14       | 7.3  | 바누아투 포트빌라 해역 | IX (Violent)  | 57.1           | 12월 17일 | 2024년 바누아투 지진 |

10명 이상 사망한 지진만 목록에 수록되었다.

## 규모 순 지진
| 순위 | 규모 | 사망자수 | 진앙                        | MMI 진도          | 깊이 (km) | 날짜      | 문서                       |
| ---- | ---- | -------- | --------------------------- | ----------------- | --------- | --------- | -------------------------- |
| 1    | 7.5  | 526      | 일본 이시카와현             | IX (Violent)      | 10.0      | 1월 1일   | 2024년 노토반도 지진       |
| 2    | 7.4  | 18       | 타이완 화롄현 해역          | VIII (Severe)     | 34.8      | 4월 2일   | 2024년 화롄 지진           |
| 2    | 7.4  | 1        | 칠레 안토파가스타주         | VII (Very strong) | 117.4     | 7월 19일  | -                          |
| 4    | 7.3  | 14       | 바누아투 포트빌라 해역      | IX (Violent)      | 57.1      | 12월 17일 | 2024년 바누아투 지진       |
| 5    | 7.2  | 0        | 페루 아레키파주 해역        | VI (Strong)       | 28.0      | 6월 28일  | -                          |
| 6    | 7.1  | 0        | 필리핀 소크사르젠 지방 해역 | IV (Light)        | 620.1     | 7월 11일  | -                          |
| 6    | 7.1  | 0        | 일본 휴가나다 해역          | VII (Very strong) | 25.0      | 8월 8일   | 2024년 휴가나다 지진       |
| 8    | 7.0  | 3        | 중국 신장 위구르 자치구     | IX (Violent)      | 13.0      | 1월 22일  | 2024년 우스 지진           |
| 8    | 7.0  | 0        | 러시아 캄차카 변경주 해역   | VI (strong)       | 29.0      | 8월 17일  | -                          |
| 8    | 7.0  | 0        | 미국 캘리포니아주 해역      | VIII (Severe)     | 10.0      | 12월 5일  | 2024년 캐이프먼더치노 지진 |

위 목록은 규모 Mw7.0 이상인 지진만 수록하였다.

## 월별 지진

### 1월
| 날짜 | 진원 위치                                                 | Mw  | 깊이 (km) | MMI | 주석 | 사상자   | 사상자   |
| 날짜 | 진원 위치                                                 | Mw  | 깊이 (km) | MMI | 주석 | 사망자수 | 부상자수 |
| ---- | --------------------------------------------------------- | --- | --------- | --- | --- | -------- | -------- |
| 1일  | 일본 이시카와현 아나미즈정 동북쪽 42 km 지점              | 7.5 | 10.0      | IX  | 2024년 노토반도 지진 문서 참조. | 526      | 1,389    |
| 1일  | 일본 이시카와현 아나미즈정 남남서쪽 4 km 지점             | 6.2 | 10.0      | VII | 위의 M7.5 지진 9분 후 발생한 여진이다. | -        | -        |
| 1일  | 인도네시아 서자와주 렘방 북북동쪽 23 km 지점              | 4.5 | 10.0      | V   | 수메당 지역에서 집 69채가 붕괴되고 395채가 손상을 입었으며 기타 21채의 건물이 피해를 입었다.                                                                                       | -        | -        |
| 3일  | 인도네시아 서자와주 팔라부한라투 서남쪽 60 km 해역        | 5.3 | 84.6      | VI  | 레바크-수카부미현 지역에서 주택 4채가 붕괴되고 17채가 파손되는 피해를 입었다. | -        | -        |
| 3일  | 폴란드 돌니실롱스크주 루빈 북쪽 14 km 지점                | 3.4 | 1.0       | -   | 루빈에서 광산 붕괴로 6명이 부상을 입었고 이 중 1명이 중상을 입었다. | -        | 6        |
| 8일  | 필리핀 민다나오섬 사란가니섬 동남쪽 100 km 해역           | 6.7 | 68.0      | VI  | 인도네시아 탈라우드제도현에서 주택 1채가 파괴되고 1채가 큰 피해를 입었다. | -        | -        |
| 11일 | 아프가니스탄 바다흐샨주 주름 남남서쪽 44 km 지점          | 6.4 | 10.0      | IV  | 주름 마을에서 일부 주택에 경미한 피해가 발생했다. | -        | -        |
| 13일 | 알바니아 엘바산주 페친 남남서쪽 1 km 지점                 | 4.4 | 38.7      | IV  | 지진으로 루슈녀에서 1명이 계단 난간에서 떨어져 사망했다. | 1        | -        |
| 14일 | 포르투갈 아조레스 제도 폰트두바스타르두 서쪽 4 km 지점    | 4.9 | 10.0      | V   | 하미뉴 지역에서 여러 주택이 파괴되었고 산사태가 발생해 여러 도로가 끊어졌다. | -        | -        |
| 18일 | 인도네시아 중앙술라웨시주 포소 동북동쪽 92 km 지점        | 5.2 | 46.8      | IV  | 토조우나우나현에서 여러 주택이 붕괴되었다. | -        | -        |
| 18일 | 통가 바바우 제도 판가엘운가 서북쪽 147 km 해역            | 6.4 | 219.3     | IV  | - | -        | -        |
| 19일 | 콜롬비아 바예델카우카주 카르타고 동남쪽 5 km 지점         | 5.6 | 60.7      | VII | 엘아길라에서 1명이 심장마비로 사망했고 안세르마누에보에서 1명이 부상을 입었다. 바예델카우카주, 킨디오주, 칼다스주, 리사랄다주에서 여러 주택이 피해를 입었다.                       | 1        | 1        |
| 20일 | 북마리아나 제도 파간섬 해역                               | 6.1 | 184.0     | IV  | - | -        | -        |
| 20일 | 브라질 아마조나스주 타라우아카 서북쪽 124 km 지점         | 6.6 | 614.5     | III | - | -        | -        |
| 20일 | 서남인도양 해령 해역                                      | 6.2 | 10.0      | -   | - | -        | -        |
| 22일 | 중국 신장 위구르 자치구 아이쿠레이향 서북서쪽 129 km 지점 | 7.0 | 13.0      | IX  | 2024년 우스 지진 문서 참조. | 3        | 74       |
| 23일 | 바누아투 셰파주 포트빌라 서남쪽 43 km 해역                | 6.3 | 37.2      | V   | - | -        | -        |
| 25일 | 튀르키예 아드야만주 신지크 서북서쪽 16 km 지점            | 5.0 | 10.0      | VII | 2023년 튀르키예-시리아 지진의 여진이다. 지진으로 악차다-말라티아 지역에서 1명이 부상을 입었고 주택 1채가 붕괴되었으며 여러 채의 건물이 피해를 입었다.                              | -        | 1        |
| 27일 | 과테말라 산타로사주 탁시스코 서북쪽 7 km 지점             | 6.1 | 108.0     | V   | 솔롤라주에서 산사태가 발생해 3명이 부상을 입었다. 산파블로호코필라스에서 교회 1채가 피해를 입었고, 케트살테낭고에서 주택 1채가 붕괴되었으며 라고메라에서 건물 1채가 피해를 입었다. | -        | 3        |
| 28일 | 브라질 아크리주 타라우아카 서쪽 66 km 지점                | 6.5 | 609.5     | II  | - | -        | -        |

### 2월
| 날짜 | 진원 위치                                               | Mw  | 깊이 (km) | MMI | 주석 | 사상자   | 사상자   |
| 날짜 | 진원 위치                                               | Mw  | 깊이 (km) | MMI | 주석 | 사망자수 | 부상자수 |
| ---- | ------------------------------------------------------- | --- | --------- | --- | --- | -------- | -------- |
| 1일  | 오스트리아 니더외스터라이히주 쇼트빈 동남동쪽 2 km 지점 | 4.0 | 5.0       | V   | 진앙 지역 주변 건물 수백채가 피해를 입었다.                                                                                                | -        | -        |
| 3일  | 미국 오클라호마주 프라이그 서북쪽 8 km 지점             | 5.1 | 3.0       | VI  | 프라이그 마을에서 여러 집의 담장이 붕괴되었고 건축물이 피해를 입었다.                                                                      | -        | -        |
| 9일  | 뉴질랜드 커르머덱 제도 해역                             | 6.1 | 10.0      | IV  | - | -        | -        |
| 12일 | 일본 가잔 열도 해역                                     | 6.1 | 249.8     | I   | - | -        | -        |
| 13일 | 인도네시아 남칼리만탄주 마르타푸라 동북쪽 22 km 지점    | 4.9 | 10.0      | VI  | 반자르현에서 여러 집의 천장이나 벽이 무너지는 등 주택 피해가 있었다. 반자르마신에서 학교 1채가 피해를 입었다.                              | -        | -        |
| 14일 | 미크로네시아 연방 야프주 콜로니아 북북동쪽 172 km 해역  | 6.0 | 10.0      | IV  | - | -        | -        |
| 15일 | 페루 리마주 창카이 북북서쪽 13 km 지점                  | 5.2 | 67.3      | V   | 리막구에서 주택 10채가 붕괴되었고 우아랄구에서 주택 2채가 심각한 피해를 입었으며 진앙 지역에서는 산사태가 발생해 도로가 일시적으로 끊겼다. | -        | -        |
| 23일 | 동태평양 해팽 남부 해역                                 | 6.3 | 2.0       | -   | - | -        | -        |
| 25일 | 인도네시아 서자와주 펠라부한라투 서남서쪽 80 km 해역    | 5.6 | 37.2      | IV  | 팔라부한라투-치안주르현 지역에서 주택 3채가 붕괴되었고 레바크현에서는 주택 여러 채가 피해를 입었다.                                        | -        | -        |
| 28일 | 인도네시아 서자와주 렘방 동북쪽 10 km 지점              | 2.8 | 10.0      | -   | 나무가 쓰러져서 1명이 사망하고 2명이 부상을 입었다. 수방현에서는 주택 14채와 모스크 1채가 피해를 입었고 지반 균열 현상도 관측되었다.       | 1        | 2        |

### 3월
| 날짜 | 진원 위치                                               | Mw  | 깊이 (km) | MMI  | 주석 | 사상자   | 사상자   |
| 날짜 | 진원 위치                                               | Mw  | 깊이 (km) | MMI  | 주석 | 사망자수 | 부상자수 |
| ---- | ------------------------------------------------------- | --- | --------- | ---- | --- | -------- | -------- |
| 3일  | 남태평양 매쿼리섬 남남동쪽 507 km 해역                  | 6.7 | 10.0      | -    | - | -        | -        |
| 4일  | 키르기스스탄 이식쿨주 촐폰아타 북북서쪽 29 km 지점      | 5.3 | 10.0      | VI   | 지진으로 카자흐스탄 알마티에서 1명이 부상을 입었고 건물 여러 채가 피해를 입었다. | -        | 1        |
| 4일  | 튀르키예 차나칼레주 함디베이 동북쪽 21 km 지점          | 4.3 | 15.0      | IV   | 지진으로 닐뤼페르에서 건물에서 사람이 떨어져 1명이 사망했다. | 1        | -        |
| 5일  | 남태평양 매쿼리섬 해역                                  | 6.1 | 10.0      | -    | 이틀 전 일어난 규모 M6.7 지진의 여진이다. | -        | -        |
| 7일  | 페루 이카주 친차알타 남남동쪽 9 km 지점                 | 5.0 | 36.3      | IV   | 피스코에서는 여러 건물이 피해를 입었으며 우마이구에서는 산사태가 발생해 도로가 끊겼다. | -        | -        |
| 8일  | 필리핀 다바오 지방 고베르노르헤네로소 동남쪽 98 km 해역 | 6.0 | 125.0     | IV   | - | -        | -        |
| 12일 | 페루 우앙카벨리카주 팜파스구 북북동쪽 32 km 지점        | 4.0 | 24.0      | -    | 타야카하현에서 주택 1채가 붕괴되고 49채의 구조물이 손상을 입었다.. | -        | -        |
| 13일 | 파푸아뉴기니 서뉴브리튼주 킴베 동남동쪽 65 km 지점      | 6.0 | 50.4      | V    | - | -        | -        |
| 14일 | 대서양 중앙 해령 북부                                   | 6.0 | 10.0      | -    | - | -        | -        |
| 22일 | 인도네시아 동자와주 람몬간현 북쪽 118 km 해역           | 5.6 | 10.0      | VII  | 2024년 동자와주 지진 문서 참조. 지진으로 일어난 공황으로 10명이 입원했고, 1명이 떨어진 잔해에 맞아 부상을 입었다. 바웨안 마을에서 주택 2채와 시청 건물이 붕괴되었으며 주택 30채, 모스크 2채, 병원 1채, 학교 2채가 피해를 입었다.                                                               | -        | 11       |
| 22일 | 인도네시아 동자와주 람몬간현 북쪽 111 km 해역           | 6.4 | 8.5       | VIII | 2024년 동자와주 지진 문서 참조. 바웨안 마을에서 여러 채의 주택과 모스크가 붕괴되었다. 수라바야에서는 2명이 부상을 입고 주택 2채가 붕괴되었고 여러 건물과 병원 2채가 피해를 입었다. 투반현에서는 2명이 부상을 입고 주택 5채와 시청사가 붕괴되었고 주택 64채를 포함한 건물 84채가 피해를 입었다. | -        | 4        |
| 23일 | 파푸아뉴기니 동세픽주 암분티 동북동쪽 32 km 지점        | 6.9 | 35.4      | VIII | 2024년 파푸아뉴기니 지진 문서 참조. 지진으로 총 5명이 사망, 2명이 부상을 입었다. 동세픽주 전역에서 지진으로 주택 1천채 이상이 붕괴되었다. | 5        | 2        |
| 27일 | 바누아투 해역                                           | 6.4 | 10.0      | IV   | - | -        | -        |
| 29일 | 그리스 펠로폰네소스반도 필리아트라 서북쪽 30 km 지점    | 5.8 | 25.5      | V    | 자하로 지역에서 여러 고택이 붕괴되고 많은 건물과 다리가 피해를 입었다. | -        | -        |

### 4월
| 날짜 | 진원 위치                                           | Mw  | 깊이 (km) | MMI  | 주석 | 사상자   | 사상자   |
| 날짜 | 진원 위치                                           | Mw  | 깊이 (km) | MMI  | 주석 | 사망자수 | 부상자수 |
| ---- | --------------------------------------------------- | --- | --------- | ---- | --- | -------- | -------- |
| 1일  | 일본 이와테현 구지시 서남쪽 7 km 지점               | 5.9 | 72.9      | V    | 2024년 이와테현 연안북부 지진 문서 참조. 하치노헤시에서 2명이 침대에서 떨어지는 부상을 입었다. 구지시 지역에서 여러 주택과 건물이 손상되는 피해가 있었다. | -        | 2        |
| 2일  | 북마리아나 제도 사이판섬 동북동쪽 136 km 해역       | 6.2 | 10.0      | IV   | - | -        | -        |
| 2일  | 대만 화롄현 화롄시 남남서쪽 18 km 해역              | 7.4 | 34.8      | VIII | 2024년 화롄 지진 문서 참조. | 19       | 1,147    |
| 3일  | 대만 화롄현 화롄시 동북쪽 11 km 해역                | 6.4 | 12.6      | VII  | 13분 전 일어난 규모 M7.4 지진의 여진이다. | -        | -        |
| 4일  | 일본 후쿠시마현 미나미소마시 동쪽 83 km 해역        | 6.1 | 40.1      | IV   | - | -        | -        |
| 5일  | 북마리아나 제도 마우그제도 해역                     | 6.8 | 222.0     | IV   | - | -        | -        |
| 6일  | 중국 윈난성 자오퉁시 서남서쪽 25 km 지점            | 5.0 | 10.0      | IV   | 루뎬현에서 헛간 2채가 붕괴되고 산사태가 발생했다. | -        | -        |
| 9일  | 인도네시아 서파푸아주 란시키 동남동쪽 35 km 지점    | 6.0 | 9.1       | VI   | - | -        | -        |
| 9일  | 인도네시아 북말루쿠주 토벨로 서북쪽 149 km 해역     | 6.6 | 35.0      | V    | - | -        | -        |
| 14일 | 파푸아뉴기니 동뉴브리튼주 킴베 동남동쪽 110 km 해역 | 6.5 | 49.0      | VI   | - | -        | -        |
| 17일 | 일본 에히메현 우와지마시 서남서쪽 17 km 해역        | 6.3 | 25.7      | VII  | 분고 수도 지진 문서 참조. 지진으로 총 16명이 부상을 입었고 에히메현, 오이타현, 고치현을 중심으로 여러 주택 붕괴, 정전, 수도관 파열과 여러 산사태가 보고되었다. | -        | 16       |
| 18일 | 튀르키예 토카트주 술루사라이 서쪽 9 km 지점         | 5.6 | 10.0      | VII  | 토카트주에서 5명이 부상을 입었고 주택 20채와 미나레트 2채가 붕괴되었으며 건물 283채가 파손되었다. 이웃한 요즈가트주에서는 건물 1채가 붕괴되었으며 건물 169채가 피해를 입었다. | -        | 5        |
| 22일 | 타이완 화롄현 화롄시 남쪽 28 km 지점                | 6.1 | 10.7      | VII  | 4월 3일 일어났던 규모 M7.3 지진의 여진이다. 화롄현에서 건물 5채가 붕괴되었는데 2채는 화롄시에서, 2채는 지안향에서, 1채는 서우펑향에서 붕괴되었다. | -        | -        |
| 22일 | 타이완 화롄현 화롄시 남남서쪽 13 km 지점            | 6.0 | 10.0      | VIII | 4월 3일 일어났던 규모 M7.3 지진의 여진이다. 화롄현에서 건물 5채가 붕괴되었는데 2채는 화롄시에서, 2채는 지안향에서, 1채는 서우펑향에서 붕괴되었다. | -        | -        |
| 27일 | 인도양 중앙 해령 해역                               | 6.0 | 10.0      | IV   | - | -        | -        |
| 27일 | 일본 오가사와라 제도 해역                           | 6.5 | 503.2     | II   | - | -        | -        |
| 27일 | 인도네시아 서자와주 반자르 남쪽 102 km 해역         | 6.1 | 68.3      | V    | 반둥에서 1명이 심장마비로 사망했다. 가루트현에서 6명이 부상을 입고 주택 131채와 기타 건물 18채가 피해를 입었다. 반둥현에서 3명이 부상을 입고 주택 24채가 피해를 입었다. 시아마스현에서는 2명이 부상을 입고 주택 1채가 붕괴되었으며 22채가 피해를 입었다. 타시크말라야에서는 1명이 부상을 입고 주택 5채가 붕괴되었으며 주택 18채, 학교 2채, 병원 1채, 모스크 2채가 피해를 입었으며 정전이 발생했다. 수카부미에서는 주택 1채가 붕괴되었고 17채가 피해를 입었다. 치안주르현에서는 주택 3채와 학교 1채가 피해를 입었다. 치마히에서는 건물 3채가 피해를 입었다. 마잘렝카현에서는 주택 17채가, 보고르현에서는 주택 10채가 피해를 입었다. | 1        | 12       |
| 30일 | 페루 쿠스코주 콜차구 동북쪽 12 km 지점              | 4.8 | 92.8      | IV   | 아코마요군, 파우카르탐보군, 키스피칸치군에서 7명이 부상을 입고 주택 2채가 붕괴되었으며 주택 752채와 건물 9채가 피해를 입었다. | -        | 7        |

### 5월
| 날짜 | 진원 위치                                             | Mw  | 깊이 (km) | MMI | 주석 | 사상자   | 사상자   |
| 날짜 | 진원 위치                                             | Mw  | 깊이 (km) | MMI | 주석 | 사망자수 | 부상자수 |
| ---- | ----------------------------------------------------- | --- | --------- | --- | --- | -------- | -------- |
| 3일  | 필리핀 동비사야스 지방 발란기가 남남서쪽 28 km 해역   | 5.7 | 7.9       | V   | 둘라그에서 2명이 부상을 입었다. | -        | 2        |
| 5일  | 인도네시아 말루쿠주 파크파크 서남서쪽 153 km 해역     | 6.2 | 12.1      | VI  | - | -        | -        |
| 8일  | 바누아투 산마주 루간빌 동북동쪽 99 km 해역            | 6.1 | 12.5      | VI  | - | -        | -        |
| 11일 | 이란 파르스주 게라쉬 서남쪽 71 km 지점                | 4.8 | 10.0      | VI  | 아헬 지역에서 2명이 부상을 입고 주택 3채가 붕괴되었으며 300여채가 피해를 입었다.                                                                                  | -        | 2        |
| 12일 | 멕시코 치아파스주 수치아테 서남서쪽 17 km 해역        | 6.4 | 75.4      | VI  | 타파출라에서 소규모 피해와 산사태가 발생했다. 과테말라의 산마르코스-케트살테낭고 지역에서는 여러 집이 붕괴되었고 구조물 3채가 피해를 입고 여러 산사태도 발생했다. | -        | -        |
| 14일 | 인도네시아 서누사틍가라주 길리 제도 서남쪽 9 km 해역  | 5.1 | 28.3      | V   | 탄중에서 1명이 부상을 입고 주택 3채가 붕괴되었다. 카랑가셈현에서는 주택 1채가 붕괴되고 완틸란 1채가 피해를 입었다.                                                | -        | 1        |
| 19일 | 미국 알래스카주 니콜스키 서남서쪽 162 km 해역         | 6.0 | 29.5      | V   | - | -        | -        |
| 25일 | 바누아투 셰파주 포트빌라 북북서쪽 83 km 해역          | 6.3 | 29.2      | V   | - | -        | -        |
| 26일 | 통가 하파이 제도 팡갈레오운가 서북쪽 70 km 해역       | 6.6 | 112.2     | VI  | - | -        | -        |
| 30일 | 인도네시아 중앙술라웨시주 큰다리 북북서쪽 150 km 해역 | 5.0 | 10.0      | IV  | 지진으로 5명이 부상을 입었으며 모로와리현에서 주택 1채가 붕괴되고 건물 36채가 파손되는 피해가 있었다.                                                             | -        | 5        |
| 31일 | 프린스에드워드 제도 해역                              | 6.2 | 10.0      | -   | - | -        | -        |
| 31일 | 뉴질랜드 커르머덱 제도 해역                           | 6.2 | 19.6      | IV  | - | -        | -        |

### 6월
| 날짜 | 진원 위치                                         | Mw  | 깊이 (km) | MMI  | 주석 | 사상자   | 사상자   |
| 날짜 | 진원 위치                                         | Mw  | 깊이 (km) | MMI  | 주석 | 사망자수 | 부상자수 |
| ---- | ------------------------------------------------- | --- | --------- | ---- | --- | -------- | -------- |
| 2일  | 일본 이시카와현 아나미즈정 동북쪽 38 km 지점      | 5.8 | 4.8       | VII  | 2024년 노토반도 지진의 여진이다. 지진으로 이시카와현에서 2명, 도야마현에서 1명이 부상을 입었다. 와지마시에서 주택 5채가 붕괴되었으며 니가타현에서 건물 4채가 피해를 입었다. | -        | 3        |
| 5일  | 앙골라 벵겔라주 카콩다 서쪽 89 km 지점            | 5.1 | 10.0      | VII  | 2001년 이후 앙골라에서 발생한 가장 큰 규모의 지진이다. 벵겔라에서 21명, 우암부에서 11명, 칼라에서 1명 등 총 43명이 부상을 입었다. | -        | 43       |
| 9일  | 태평양-남극 해령 해역                             | 6.2 | 10.0      | -    | - | -        | -        |
| 11일 | 대한민국 전북특별자치도 부안군 북북서쪽 7 km 지점 | 4.3 | 10.0      | VII  | 2024년 부안 지진 문서 참조. 부안군과 고창군 지역에서 건축물 265채 이상이 피해 신고가 있었으며 개암사에서는 불상 파손 등 큰 피해가 발생했다. | -        | -        |
| 16일 | 벌레니 제도 해역                                  | 6.0 | 10.0      | -    | - | -        | -        |
| 16일 | 페루 아레키파주 아티키파구 서남쪽 23 km 지점      | 6.0 | 19.9      | VI   | 카마나에서 아동 1명이 지진으로 대피하던 도중 부상을 입었다. 카라벨리-야우카구 지역에서 산사태로 주택 여러 채가 붕괴되었으며, 팬아메리칸 하이웨이 일부 구간도 이 산사태로 유실되었다. 찰라 마을에서 학교와 운동장 1채가 피해를 입었으며, 아티키파에서 여러 건축물 피해도 보고되었다. | -        | 1        |
| 18일 | 이란 호라산에라자비주 카셰마르 북북서쪽 2 km 지점 | 4.9 | 10.0      | VIII | 지진으로 4명이 사망했고 120명이 부상을 입었다. 카셰마르와 젠데잔 지역에서 주택 200여채가 붕괴되었고 300채 이상이 피해를 입었다. | 4        | 120      |
| 23일 | 베네수엘라 수크레주 야과라파로 동북쪽 29 km 지점  | 6.0 | 87.4      | VI   | 진앙지 인근의 여러 건물에 피해가 발생했다. 이웃한 국가인 트리니다드 토바고에서 지진의 영향으로 정전이 발생했다. | -        | -        |
| 24일 | 바누아투 산마주 포트올리 북북동쪽 51 km 해역      | 6.3 | 156.7     | V    | - | -        | -        |
| 24일 | 튀르키예 마니사주 사바슈테페 서남쪽 12 km 지점    | 4.7 | 10.3      | III  | 사바슈테페에서 1명이 부상을 입었다. | -        | 1        |
| 28   | 페루 아레키파주 아티키파구 서쪽 8 km 해역         | 7.2 | 28.0      | VI   | 아레키파주 카라벨리현에서 지진으로 30명이 부상을 입고 주택 14채가 파괴되었으며 주택 37채, 학교 6채, 병원 5채, 다리 2곳이 피해를 입고 정전 피해도 발생했다. 이카주 산티아고구-창기요구에서는 12명이 부상을 입고 주택 10채가 붕괴되었다. 아야쿠초주에서는 여러 주택이 붕괴되고 병원 11곳이 피해를 입었으며 산사태가 발생했다. 리마에서는 병원 한채가 피해를 입었다. 페루 찰라구에서 최대 20 cm 높이의 쓰나미가 관측되었다. | -        | 42       |
| 29   | 페루 아레키파주 아티키파구 남남서쪽 42 km 해역    | 6.1 | 19.3      | VI   | 하루 전 일어난 규모 M7.2 지진의 여진이다. | -        | -        |

### 7월
| 날짜 | 진원 위치                                                  | Mw  | 깊이 (km) | MMI | 주석 | 사상자   | 사상자   |
| 날짜 | 진원 위치                                                  | Mw  | 깊이 (km) | MMI | 주석 | 사망자수 | 부상자수 |
| ---- | ---------------------------------------------------------- | --- | --------- | --- | --- | -------- | -------- |
| 1일  | 에콰도르 피친차주 키토 동북동쪽 15 km 지점                 | 4.5 | 11.0      | -   | 키토 지역에서 1명이 부상을 입고 건축물 2곳이 붕괴되었으며 2곳이 피해를 입었고 산사태와 정전 피해가 발생했다. | -        | 1        |
| 7일  | 인도네시아 중앙자와주 프칼롱안 동북쪽 9 km 지점            | 4.6 | 9.5       | VI  | 바탕-프칼롱안 지역에서 12명이 경상을 입었으며 주택 5채가 붕괴되었고 건물 50채가 피해를 입었다. | -        | 12       |
| 7일  | 일본 오가사와라 제도 해역                                  | 6.2 | 571.2     | II  | - | -        | -        |
| 10일 | 아프리카 남쪽 해역                                         | 6.7 | 10.0      | -   | - | -        | -        |
| 11일 | 필리핀 소크사르젠 지방 산가이 서남서쪽 106 km 해역         | 7.1 | 620.1     | IV  | - | -        | -        |
| 11일 | 폴란드 실롱스크주 리브니크 서남서쪽 9 km 지점              | 3.1 | 1.0       | -   | 리두우토비의 광산이 지진으로 붕괴되어 1명이 사망하고 17명이 부상을 입었다. | 1        | 17       |
| 11일 | 캐나다 브리티시컬럼비아주 토피노 서남서쪽 209 km 해역      | 6.4 | 10.0      | IV  | - | -        | -        |
| 19일 | 칠레 안토파가스타주 산페드로데아타카마 동남동쪽 45 km 지점 | 7.4 | 117.4     | VII | 칼라마에서 1명이 사망했다. 진앙 인근에서 여러 피해가 발생했으며 산페드로데아카타마에서 산사태와 정전 피해가 발생했고 키야과에서는 다리 1량이 붕괴되었다. 볼리비아의 코차밤바-산타크루스데라시에라-수크레 지역에도 피해가 발생했다. | 1        | -        |
| 19일 | 미국 알래스카주 니콜스키 서남쪽 168 km 해역                | 6.0 | 41.5      | IV  | - | -        | -        |
| 21일 | 과테말라 할라파주 산페드로피눌라 서남쪽 7 km 지점          | 6.2 | 265.5     | IV  | - | -        | -        |
| 22일 | 바누아투 말람파주 노르숩 90 km 해역                        | 6.0 | 10.0      | VII | - | -        | -        |
| 25일 | 인도네시아 서자와주 쿠닝간 동남동쪽 2 km 지점              | 4.0 | 4.0       | -   | 쿠닝간 마을에서 주택 3채와 모스크가 붕괴되었고 건물 14채가 피해를 입었다. | -        | -        |
| 25일 | 이란 케르만샤주 사르폴에자합 동남동쪽 51 km 지점           | 4.8 | 10.0      | V   | 달라호군 지역에서 1명이 부상을 입고 여러 건물이 피해를 입었다. | -        | 1        |
| 29일 | 통가 하파이 제도 판가이 남남동쪽 73 km 해역                | 6.0 | 10.0      | IV  | - | -        | -        |
| 29일 | 이란 시스탄오발루체스탄주 파누즈 남쪽 33 km 지점           | 4.7 | 19.7      | V   | 니샤흐르군에서 주택 400채 이상이 붕괴되었다. | -        | -        |

### 8월
| 날짜 | 진원 위치                                                      | Mw  | 깊이 (km) | MMI  | 주석 | 사상자   | 사상자   |
| 날짜 | 진원 위치                                                      | Mw  | 깊이 (km) | MMI  | 주석 | 사망자수 | 부상자수 |
| ---- | -------------------------------------------------------------- | --- | --------- | ---- | --- | -------- | -------- |
| 2일  | 필리핀 카라가 지방 바르셀로나 동북동쪽 18 km 지점              | 6.8 | 25.8      | VII  | 2023년 12월 민다나오 지진의 여진이다. 지진으로 주택 2채가 붕괴되었고 191채가 피해를 입었다. | -        | -        |
| 3일  | 필리핀 카라가 지방 바르셀로나 동쪽 36 km 지점                  | 6.3 | 15.9      | VI   | 6시간 전 일어났던 규모 M6.8 지진의 여진이다. | -        | -        |
| 4일  | 인도네시아 서자와주 보고르 서남쪽 26 km 지점                   | 3.5 | 10.0      | -    | 보고르현에서 주택 3채가 붕괴되고 62채가 피해를 입었다. | -        | -        |
| 8일  | 일본 미야자키현 미야자키시 남남동쪽 19 km 해역                 | 7.1 | 8.8       | VII  | 2024년 휴가나다 지진 문서 참조. 일본 기상청에서는 규모 M7.1, 일본 기상청 진도 계급 기준 최대진도 6약을 관측했다. 휴가나다 지진의 소주기 지진이다. | -        | 16       |
| 9일  | 일본 가나가와현 이세하라시 동쪽 2 km 지점                      | 5.0 | 24.9      | V    | 3명이 부상을 입었으며 이세하라시-마쓰다정-요코스카시에서 일부 단수 피해가 있었다. | -        | 3        |
| 10일 | 러시아 사할린주 돌린스크 동쪽 150 km 해역                      | 6.5 | 406.5     | III  | - | -        | -        |
| 11일 | 아르메니아 게가르쿠니크주 예라노스 북쪽 3 km 지점              | 4.2 | 1.5       | VII  | 예라노스 지역에서 건물 수 채가 붕괴되고 82채 이상이 피해를 입었다. | -        | -        |
| 12일 | 시리아 하마주 살라미야 북북서쪽 13 km 지점                     | 5.0 | 10.0      | VI   | 지진으로 2명이 사망하고 132명이 부상을 입었으며 살라미야의 수많은 건물이 무너지거나 피해를 입었다. 레바논의 베이루트 지역에서도 여러 주택이 붕괴되거나 큰 피해를 입었다. | 2        | 132      |
| 12일 | 페루 쿠스코주 우르코스 서쪽 10 km 지점                         | 4.7 | 57.9      | IV   | 루크레구 지역에서 여러 주택이 붕괴되었으며 산사태도 발생했다. | -        | -        |
| 15일 | 타이완 화롄현 화롄시 동남쪽 26 km 해역                         | 6.1 | 15.4      | VI   | 2024년 화롄 지진의 여진이다. 화롄현 곳곳에서 산사태가 발생했으며 엘리베이터에 2명이 갇혔다가 구조되었다. | -        | -        |
| 16일 | 시리아 하마주 살라미야 북쪽 10 km 지점                         | 4.8 | 10.0      | IV   | 8월 12일 일어난 M5.0 지진의 여진이다. 살라미야에서 17명이 부상을 입었다. | -        | 17       |
| 17일 | 러시아 캄차카 변경주 페트로파블롭스크캄차츠키 동쪽 102 km 해역 | 7.0 | 29.0      | VII  | 건물 22채가 피해를 입었으며, 최대 높이 25 cm의 쓰나미가 관측되었다. | -        | -        |
| 19일 | 필리핀 동비사야스 지방 부그코 북쪽 23 km 해역                  | 5.7 | 37.3      | V    | 팜부잔과 카타르만에서 2명이 부상을 입었다. 북사마르주 전역에서 건물 6채가 붕괴되었고 37채가 피해를 입었다. | -        | 2        |
| 20일 | 인도 잠무 카슈미르 바라물라 서쪽 4 km 지점                     | 5.1 | 11.6      | VII  | 1명이 사망하고 3명이 부상을 입었으며 반디폴레-바라물라-쿠프와라 지역에서 주택 여러 채가 피해를 입었다. | 1        | 3        |
| 20일 | 인도 잠무 카슈미르 바라물라 서북쪽 4 km 지점                   | 5.1 | 15.9      | VIII | 1명이 사망하고 3명이 부상을 입었으며 반디폴레-바라물라-쿠프와라 지역에서 주택 여러 채가 피해를 입었다. | 1        | 3        |
| 23일 | 오스트레일리아 뉴사우스웨일스주 덴먼 동쪽 14 km 지점           | 4.8 | 10.0      | V    | 메이틀런드-머슬브룩 지역에서 여러 명이 부상을 입고 건물 11채가 피해를 입었다. | -        | 여러명   |
| 25일 | 멕시코 오아하카주 산티아고락소파 서쪽 6 km 지점                | 4.5 | 83.5      | V    | 오아하카 지역에서 1명이 부상을 입고 건물 여러 채가 피해를 입었다. | -        | 1        |
| 25일 | 통가 하파이 제도 팡가이 서쪽 72 km 해역                        | 6.9 | 106.7     | VI   | 지진으로 하파이 제도와 바바우 제도를 잇는 통가 케이블 체계가 끊어져 통신이 일시적으로 중단되었다.. | -        | -        |
| 25일 | 통가 하파이 제도 팡가이 서쪽 59 km 해역                        | 6.1 | 106.5     | V    | - | -        | -        |
| 26일 | 인도네시아 욕야카르타 특별주 반툴 남쪽 89 km 해역              | 5.5 | 47.2      | IV   | 파시탕현에서 2명이, 쿨론프로고현에서 1명이 부상을 입었다. 구눙키둘현에서 주택 1채가 붕괴되었고 43채가 피해를 입었으며, 반툴현에서 주택 9채와 학교 1채가 피해를 입었으며 쿨론프로고에서 주택 3채가 피해를 입었고 슬레만현에서는 마트 지붕이 붕괴되었으며, 카랑가냐르현에서는 주택 1채가 붕괴되었다. | -        | 3        |
| 28일 | 엘살바도르 라리베르타드주 라리베르타드                         | 6.1 | 33.9      | V    | 후아유아에서 지진으로 벌통이 떨어져 꿀벌에 50명이 쏘여 부상을 입었다. | -        | 50       |
| 30일 | 러시아 캄차카 변경주 페트로파블롭스크캄차츠키 동쪽 117 km 해역 | 6.0 | 27.9      | V    | 8월 17일 일어난 규모 M7.0 지진의 여진이다. | -        | -        |
| 31일 | 페루 아야쿠초주 캉가요구 서쪽 11 km 지점                       | 4.0 | 18.0      | III  | 마리아파라도데베이도구에서 주택 5채가 붕괴되고 10채가 피해를 입었다. | -        | -        |

### 9월
| 날짜 | 진원 위치                                                 | Mw  | 깊이 (km) | MMI | 주석 | 사상자   | 사상자   |
| 날짜 | 진원 위치                                                 | Mw  | 깊이 (km) | MMI | 주석 | 사망자수 | 부상자수 |
| ---- | --------------------------------------------------------- | --- | --------- | --- | --- | -------- | -------- |
| 1일  | 파푸아뉴기니 부건빌 자치주 팡구나 남쪽 56 km 지점         | 6.4 | 39.0      | VI  | - | -        | -        |
| 4일  | 스페인 발렌시아주 알코이 서북쪽 14 km 지점                | 2.6 | 0.0       | -   | 온티녠트 지역에서 주택 1채가 붕괴되었다. | -        | -        |
| 5일  | 파푸아뉴기니 동세픽주 앙고람 북북동쪽 66 km 해역          | 6.2 | 10.0      | VI  | - | -        | -        |
| 6일  | 인도네시아 서자와주 반자르 남남서쪽 124 km 해역           | 5.0 | 26.4      | II  | 수카부미현에서 주택 1채가 붕괴되었다. | -        | -        |
| 6일  | 오스트레일리아 뉴사우스웨일스주 덴먼 동북쪽 8 km 지점     | 4.5 | 8.1       | VI  | 머슬브룩 지역에서 지진으로 1명이 부상을 입고 주택 100여채가 피해를 입었으며 정전 피해도 발생했다. | -        | 1        |
| 7일  | 인도네시아 발리주 우붓 북북동쪽 10 km 지점                | 4.8 | 35.8      | VI  | 지진으로 방길현에서 산사태가 발생해 1명이 사망하고 3명이 부상을 입었다. 반둥현-덴파사르-지안냐르현을 중심으로 여러 건물 피해가 발생했다. | 1        | 3        |
| 8일  | 통가 에우아섬 오호누아 동쪽 128 km 해역                   | 6.0 | 10.0      | IV  | - | -        | -        |
| 11일 | 파푸아뉴기니 마누스주 로렝가우 서남쪽 170 km 해역         | 6.3 | 10.0      | IV  | - | -        | -        |
| 15일 | 인도네시아 서자와주 팔라부한라투 서쪽 47 km 지점          | 5.0 | 47.1      | V   | 가루트현 지역에서 건물 2채가 붕괴되었고 반둥현과 서반둥현에서 3채가 피해를 입었다. | -        | -        |
| 15일 | 캐나다 브리티시컬럼비아주 포트맥네일 서북서쪽 272 km 해역 | 6.5 | 10.0      | VI  | - | -        | -        |
| 16일 | 북마리아나 제도 사이판섬 동북쪽 262 km 해역               | 6.3 | 42.9      | IV  | - | -        | -        |
| 16일 | 튀르키예 말라티아주 신지크 북북동쪽 16 km 지점            | 4.4 | 10.0      | IV  | 말라티아에서 1명이 부상을 입었다. | -        | 1        |
| 18일 | 인도네시아 서자와주 반자르 동남동쪽 15 km 지점            | 5.0 | 10.0      | VII | 2024년 서자와주 지진 문서 참조. 지진으로 2명이 사망하고 159명이 부상을 입었다. 또한 반둥현에서 주택 532채가 붕괴되고 건물 5,096채 이상이 피해를 입었다. 가루트현에서는 20명이 부상을 입고 건물 2,036채가 피해를 입었다. 서반둥현에서는 주택 1채가 붕괴되고 2채가 피해를 입었다. 치마히에서는 학교 1채가 피해를 입고 푸르와카르타현에서는 주택 1채가 붕괴되었으며 보고르현에서는 주택 1채가 피해를 입었다. | 2        | 159      |
| 19일 | 인도네시아 북말루쿠주 토벨로 동북동쪽 90 km 해역          | 5.2 | 49.6      | V   | 모로타이섬에서 주택 6채가 붕괴되고 50채 이상이 피해를 입었다. | -        | -        |
| 19일 | 인도네시아 발리주 반자르왕시안 서북쪽 11 km 지점          | 4.6 | 10.0      | V   | 지진으로 방길현에서 닭장이 흔들려 화재가 발생해 사람 1명이 부상을 입고 가축 18,000마리가 폐사했다. 바둥군-덴파사르-기아냐르군 지역에서 건물 5채가 붕괴되고 62채가 피해를 입었다. | -        | 1        |
| 21일 | 아르헨티나 산루이스주 비야헤네랄로카 북북서쪽 88 km 지점  | 6.0 | 130.4     | IV  | - | -        | -        |
| 21일 | 이란 북호라산주 보즈누르드 북쪽 16 km 지점                | 4.6 | 10.0      | IV  | 아사딜-메흐난-카라흐바쉬루 지역에서 8명이 부상을 입고 주택 수 채가 피해를 입었다 | -        | 8        |
| 22일 | 이란 북호라산주 보즈누르드 북북동쪽 32 km 지점            | 4.8 | 10.0      | IV  | 보즈누르드 지역에서 48명이 부상을 입고 주택 36채가 피해를 입었다. | -        | 48       |
| 23일 | 인도네시아 고론탈로주 고론탈로 남남서쪽 73 km 해역        | 6.0 | 149.4     | IV  | 방가이현-보알레모현-고론탈로 지역에서 모스크 2채와 학교 2채가 피해를 입었다. | -        | -        |
| 26일 | 모리셔스-레위니옹 해역                                    | 6.3 | 10.0      | -   | - | -        | -        |

### 10월
| 날짜 | 진원 위치                                               | Mw  | 깊이 (km) | MMI  | 주석 | 사상자   | 사상자   |
| 날짜 | 진원 위치                                               | Mw  | 깊이 (km) | MMI  | 주석 | 사망자수 | 부상자수 |
| ---- | ------------------------------------------------------- | --- | --------- | ---- | --- | -------- | -------- |
| 1일  | 인도네시아 동남술라웨시주 바우바우 동남동쪽 262 km 해역 | 6.1 | 587.5     | II   | - | -        | -        |
| 1일  | 통가 바바우 제도 네이아푸 동남동쪽 154 km 해역          | 6.6 | 10.0      | IV   | - | -        | -        |
| 2일  | 인도네시아 서자와주 팔라부한라투 남쪽 47 km 지점        | 4.5 | 37.0      | IV   | 수카부미현에서 주택 1채가 붕괴되었다. | -        | -        |
| 6일  | 에티오피아 오로미아주 아와시 동북쪽 23 km 지점          | 5.2 | 10.0      | IV   | 2024~2025년 에티오피아 군발지진 문서 참조. 진앙 인근의 아와시 지역에서 몇몇 주택이 붕괴되었고 건물 2채와 모스크 1채, 학교 건물 벽에 금이 가는 등의 피해가 있었다. | -        | -        |
| 12일 | 코스타리카 과나카스테주 타마린도 서북쪽 41 km 해역      | 6.2 | 18.6      | V    | - | -        | -        |
| 16일 | 튀르키예 말라티아주 도아니올 서쪽 18 km 지점            | 6.0 | 10.0      | VIII | 말라티아에서는 55명이 부상을 입고 건물 1채가 붕괴되었으며 주택 여러 채가 피해를 입었다. 엘라즈으에서는 116명이 부상을 입고 건물 22채가 붕괴되었으며 517채가 피해를 입었다. 샨르우르파에서는 37명이 부상을 입고 발코니 하나가 붕괴되었으며 여러 주택이 피해를 입었다. 그 외에 디야르바키르에서 19명, 아드야만에서 18명, 에르진잔에서 6명, 카흐라만마라시에서 3명 이상이 부상을 입었다. | -        | 254      |
| 17일 | 튀르키예 시바스주 하피크 남쪽 23 km 지점                | 4.5 | 7.3       | VI   | 지진으로 대피하는 과정에서 학생 5명이 공황으로 부상을 입어 입원했고, 진앙 인근 2개 마을에서 여러 주택이 피해를 입었다. | -        | 5        |
| 22일 | 인도네시아 서자와주 카왈루 남남동쪽 56 km 해역          | 4.9 | 89.8      | VI   | 가루트현에서 주택 1채가 붕괴되었다. | -        | -        |
| 23일 | 러시아 사할린주, 세베로쿠릴스크 남남서쪽 145 km 해역    | 6.2 | 48.6      | IV   | - | -        | -        |
| 30일 | 파푸아뉴기니 서뉴브리튼주 킴베 북쪽 121 km 해역         | 6.0 | 521.2     | III  | - | -        | -        |
| 30일 | 미국 오리건주 밴던 서쪽 279 km 해역                     | 6.0 | 10.0      | IV   | - | -        | -        |

### 11월
| 날짜 | 진원 위치                                                                 | Mw  | 깊이 (km) | MMI | 주석 | 사상자   | 사상자   |
| 날짜 | 진원 위치                                                                 | Mw  | 깊이 (km) | MMI | 주석 | 사망자수 | 부상자수 |
| ---- | ------------------------------------------------------------------------- | --- | --------- | --- | --- | -------- | -------- |
| 2일  | 이란 셈난주 이스트가에라흐아한에가름사르 동북동쪽 4 km 지점               | 4.6 | 35.0      | V   | 지진으로 가름사르 지역에서 24명이 부상을 입고 여러 건축물에 피해가 갔으며 정전도 발생했다.                                                                                                  | -        | 24       |
| 8일  | 칠레 아이센델헤네랄카를로스이바녜스델캄포주 코크라네 서북서쪽 278 km 해역 | 6.2 | 10.0      | VI  | - | -        | -        |
| 10일 | 쿠바 그란마주 바르톨로메마소 남남서쪽 40 km 해역                          | 6.8 | 14.0      | VII | 2024년 그란마주 지진 문서 참조. 지진으로 10명이 부상을 입었으며 바르톨로메마소, 니케로, 필론에서 일부 건물이 붕괴되고 정전 피해가 발생했다. 산티아고데쿠바에서도 몇몇 건물이 피해를 입었다. | -        | 10       |
| 14일 | 이란 호라산에라자비주 카셰마르 동북쪽 14 km 지점                          | 4.4 | 12.0      | -   | 카셰마르 지역에서 부상자 11명이 발생했다. | -        | 11       |
| 15일 | 파푸아뉴기니 동뉴브리튼주 코코포 동남동쪽 123 km 해역                     | 6.6 | 51.9      | VI  | - | -        | -        |
| 17일 | 일본 가고시마현 고지마섬 남남동쪽 151 km 해역                             | 6.1 | 10.0      | IV  | - | -        | -        |
| 19일 | 쿠바 그란마주 필론 서남쪽 20 km 해역                                      | 4.2 | 10.0      | -   | 11월 10일 일어났던 규모 M6.8 지진의 여진이다. 필론을 중심으로 여러 마을에 주택 붕괴 및 파손 피해가 발생했다.                                                                                | -        | -        |
| 21일 | 미얀마 에야워디도 캭랏 서쪽 5 km 지점                                     | 4.5 | 10.0      | -   | 캭랏 지역에서 탑 1개가 붕괴되었고 여러 주택과 종교 시설에 피해가 발생했다. | -        | -        |
| 21일 | 인도네시아 서자와주 수카부미 동쪽 26 km 지점                              | 2.9 | 12.0      | -   | 치안주르현에서 학교 1채가 붕괴되었고 건물 21채가 피해를 입었다. | -        | -        |
| 26일 | 일본 이시카와현 하쿠이시 서북쪽 35 km 해역                                | 6.1 | 10.0      | VI  | 쓰바타정에서 1명이 부상을 입었다. | -        | 1        |

### 12월
| 날짜 | 진원 위치                                               | Mw  | 깊이 (km) | MMI  | 주석 | 사상자   | 사상자   |
| 날짜 | 진원 위치                                               | Mw  | 깊이 (km) | MMI  | 주석 | 사망자수 | 부상자수 |
| ---- | ------------------------------------------------------- | --- | --------- | ---- | --- | -------- | -------- |
| 4일  | 인도 텔랑가나주 물루구 동북동쪽 55 km 지점              | 5.0 | 10.0      | V    | 바드라드리코타구뎀구-에투르나가람-하남콘다 지역에서 주택 1채와 주랑 현관이 붕괴되었고 주택 여러 채가 피해를 입었다. | -        | -        |
| 5일  | 이란 후제스탄주 마스제드솔레이만 동남족 37 km 지점      | 5.6 | 10.0      | VII  | 지진으로 48명이 부상을 입었고 주택 100채가 붕괴되었으며 주택 7천채가 피해를 입었고 골기르 지역에서 산사태로 도로가 끊기고 일시적으로 정전이 발생했다. | -        | 48       |
| 5일  | 미국 캘리포니아주 페트롤라 서북서쪽 63 km 해역          | 7.0 | 10.0      | VIII | 2024년 캐이프먼더치노 지진 문서 참조. 이 지진으로 북부 해안 지역, 특히 펀데일-포르투나 지역 일부 주택에 피해가 발생했고 특히 어떤 주택은 기초 부분까지 흔들렸다. 리오델에서는 도로에 금이 가고 한 중학교에서 가스 누출 사고가 발생했다. 여러 상점에서 상품과 선반이 떨어져 피해를 입었으며 험볼트군 지역에서는 1만여명이 정전 피해를 입었다. | -        | -        |
| 6일  | 인도네시아 중앙술라웨시주 고론탈로 서북서쪽 234 km 해역 | 5.5 | 12.6      | V    | 불현에서 주택 3채가 붕괴되었고 주택 20채가 추가로 피해를 입었다. | -        | -        |
| 7일  | 인도네시아 서자와주 반자란 동쪽 13 km 지점              | 4.9 | 10.0      | -    | 가루트현 에서 주택 11채와 학교 2채가 붕괴되었고 건물 117채가 피해를 입었다. | -        | -        |
| 7일  | 대서양 중앙 해령 남부 해역                              | 6.0 | 10.0      | -    | - | -        | -        |
| 8일  | 러시아 쿠릴 열도 해역                                   | 6.0 | 207.0     | III  | - | -        | -        |
| 8일  | 미국 알래스카주 에이덱 남남서쪽 107 km 해역             | 6.3 | 18.0      | III  | 대표적인 이중지진이다. | -        | -        |
| 9일  | 미국 알래스카주 에이덱 남남서쪽 112 km 해역             | 6.3 | 19.0      | IV   | 대표적인 이중지진이다. | -        | -        |
| 9일  | 미국 알래스카주 에이덱 남남서쪽 118 km 해역             | 6.1 | 10.0      | III  | 12월 8~9일 일어난 규모 M6.3 지진의 여진이다. | -        | -        |
| 9일  | 엘살바도르 라우니온주 콘차과 남쪽 9 km 지점             | 5.6 | 15.3      | VII  | 콘차과-라우니온 지역에서 주택 10채가 붕괴되었고 180채가 피해를 입었으며 교회와 헛간이 피해를 입었고 산사태도 발생했다. | -        | -        |
| 9일  | 이탈리아 캄파니아주 로카몬피나 서북쪽 2 km 지점         | 3.6 | 2.0       | -    | 로카몬피나 지역에서 여러 주택과 건물이 피해를 입거나 붕괴되었다. | -        | -        |
| 13일 | 이란 마잔다란주 사리 남쪽 29 km 지점                    | 4.7 | 10.0      | V    | 마잔다란주에서 주택 최소 78채가 피해를 입었다. | -        | -        |
| 13일 | 칠레 마울레주 몰리나 동남동쪽 41 km 해역                | 6.4 | 110.6     | VI   | 지진으로 로스리오스주-산티아고-발파라이소주 지역 일부에서 정전이 발생했다. | -        | -        |
| 17일 | 바누아투 셰파주 포트빌라 서쪽 30 km 해역                | 7.3 | 57.1      | IX   | 2024년 바누아투 지진 문서 참조. | 14       | 265      |
| 20일 | 네팔 수두르파시침주 줌라 서북서쪽 62 km 지점            | 5.0 | 10.0      | V    | 바주라구에서 주택 108채가 붕괴되고 구조물 501채가 피해를 입었다. | -        | -        |
| 21일 | 바누아투 셰파주 포트빌라 서쪽 30 km 해역                | 6.1 | 46.0      | V    | 4일 전 일어난 규모 M7.3 지진의 여진이다. | -        | -        |
| 23일 | 쿠바 산티아고데쿠바주 기사 남쪽 37 km 해역              | 5.9 | 22.2      | VII  | 11월 10일 일어난 규모 M6.8 지진의 여진이다. 만사니요에서 발코니 1채가 붕괴되었으며 진앙지 인근에서 건축물 94채가 피해를 입었다. 과마에서는 산사태가 일어나 도로가 일시적으로 막혔다. | -        | -        |
| 27일 | 러시아 쿠릴 열도 쿠릴스크 동북쪽 341 km 해역            | 6.8 | 146.0     | V    | - | -        | -        |
| 27일 | 엘살바도르 손소나테주 아카후틀라 서남쪽 26 km 해역      | 4.7 | 76.9      | IV   | 산타테클라 지역의 도로 공사 현장에서 떨어진 잔해에 맞아 인부 4명이 부상을 입었다. | -        | 4        |
| 29일 | 에티오피아 오로미아주 아와시 북북서쪽 36 km 지점        | 5.1 | 10.0      | IV   | 2024~2025년 에티오피아 군발지진 문서 참조. 발생한 군발지진 중 가장 큰 규모이다. 이 지진으로 아와시펜탈레구 지역에서 주택 최소 30채가 붕괴되었고 건축물 100채 이상이 피해를 입었다. | -        | -        |
| 30일 | 필리핀 일로코스 지방 방기 동남쪽 11 km 지점             | 5.5 | 34.0      | V    | 방기-파수퀸-사랏 지역에서 여러 건물이 피해를 입었다. | -        | -        |

## 같이 보기
- 연도별 지진 목록